# Pseudoproscopia septentrionalis
Pseudoproscopia septentrionalis is een rechtvleugelig insect uit de familie Proscopiidae. De wetenschappelijke naam van deze soort is voor het eerst geldig gepubliceerd in 1905 door Bruner.